# Зинк (Арканзас)
Зинк (енгл. Zinc) град је у америчкој савезној држави Арканзас.

## Демографија
По попису из 2010. године број становника је 103, што је 27 (35,5%) становника више него 2000. године.
| Група             | 2000.      | 2010.      |
| Белци             | 72 (94,7%) | 91 (88,3%) |
| Афроамериканци    | 0 (0,0%)   | 1 (1,0%)   |
| Азијати           | 0 (0,0%)   | 0 (0,0%)   |
| Хиспаноамериканци | 2 (2,6%)   | 2 (1,9%)   |
| Укупно            | 76         | 103        |